# Are You Man Enough
„Are You Man Enough” – singel niemieckiej piosenkarki C.C. Catch wydany w maju 1987 roku przez Hansa Records. Piosenka powstała po sukcesie drugiego albumu wokalistki pt. Welcome to the Heartbreak Hotel i zapowiadała nadchodzącą trzecią płytę artystki – Like a Hurricane.

## Lista utworów

### Wydanie na 7"[1]
A. „Are You Man Enough” – 3:27
B. „V.I.P. (They’re Callin’ Me Tonight)” – 3:37
- Faktyczne długości nagrań różnią się od tych napisanych na okładce tego wydania (na tym wydaniu są one wpisane odwrotnie).

### Wydanie na 12"[2]
A. „Are You Man Enough (Long Version – Muscle Mix)” – 6:03
B1. „V.I.P. (They’re Callin’ Me Tonight)” – 3:27
B2. „Are You Man Enough (Radio-Version)” – 3:37
- Singlowa wersja nagrania „Are You Man Enough” (7"/A; 12"/B2) różni się nieznacznie od wersji dostępnej na wydanym jesienią 1987 albumie Like a Hurricane.
- Nagranie „V.I.P. (They’re Callin’ Me Tonight)” (7"/B; 12"/B1) pochodzi z albumu Welcome to the Heartbreak Hotel, na obu wydaniach umieszczono tą samą, albumową wersję.

## Listy przebojów (1987)
| Państwo                      | Najwyższa pozycja |
| ---------------------------- | ----------------- |
| Hiszpania (AFYVE)            | 5                 |
| Niemcy (Media Control)       | 20                |
| Szwajcaria (Singles Top 100) | 28                |

## Autorzy[6]
- Muzyka: Dieter Bohlen
- Autor tekstów: Dieter Bohlen
- Śpiew: C.C. Catch
- Producent: Dieter Bohlen
- Aranżacja: Dieter Bohlen
- Współproducent: Luis Rodríguez